# Strapping Young Lad (album)
Strapping Young Lad (noto anche come Syl) è il terzo album della omonima band heavy metal canadese, gli Strapping Young Lad, uscito l'11 febbraio 2003.

## Tracce
1. Dire – 1:10
2. Consequence – 4:02
3. Relentless – 3:03
4. Rape Song – 3:09
5. Aftermath – 6:46
6. Devour – 2:53
7. Last Minute – 3:58
8. Force Fed – 5:23
9. Dirt Pride – 2:40
10. Bring on the Young – 5:53

- L'edizione australiana include la traccia bonus "Detox (Live)"
- L'edizione giapponese include la traccia bonus "Underneath the Waves (Live)"

## Formazione
- Devin Townsend - chitarra, voce, sampling, produzione, tastiere
- Gene Hoglan - batteria
- Jed Simon - chitarra, tastiere, sampling, cori
- Byron Stroud - basso, coordinatore di progetto, cori